# Novembre 2000

## Événements
- 7 novembre : élection présidentielle aux États-Unis, le résultat du vote demeure incertain avec la contestation du dépouillement des bulletins de vote en Floride.
- 8 Novembre : Sortie du jeu vidéo Counter-Strike

- 10 novembre : cessez-le-feu en Sierra Leone entre le gouvernement et le Front Révolutionnaire[1].

- 11 novembre (Autriche) : l'embrasement d'un funiculaire à Kaprun entraîne la mort de cent cinquante-cinq personnes.

- 12 novembre, rallye : Marcus Grönholm remporte le rallye d'Australie.

- 21 novembre: démission du président péruvien Alberto Fujimori.

- 24 novembre : sommet à Zagreb entre l'Union européenne et les pays des Balkans de l'ex-Yougoslavie pour l'aide et l'intégration européenne[2],[3]. Début de la stratégie pour les Balkans occidentaux.

- 26 novembre, rallye : Richard Burns remporte le rallye de Grande-Bretagne.

- 28 novembre : chute de la huitième goutte de l'Expérience de la goutte de poix.

## Naissances
- 1 novembre : Nicolás Castro, footballeur argentin
- 2 novembre : Anne Tukkers, joueuse néerlandaise de hockey sur gazon.
- 4 novembre : Feryel Ziden, escrimeuse tunisienne
- Anass Zaroury, footballeur marocain et belge.
- 8 novembre : Jasmine Thompson, chanteuse britannique
- 9 novembre : Mathieu Herbaut (ZywOo), joueur professionnel de jeux vidéo
- 10 novembre :
  - Mackenzie Foy, actrice et mannequin américaine
  - Oliver Sonne, footballeur danois
- 11 novembre : Adam Sørensen, footballeur danois
- 12 novembre : Pippa Allen, actrice néerlandaise.
- 13 novembre :
  - 24kGoldn, rappeur et chanteur américain
  - Hans Christian Bernat, footballeur danois
- 15 novembre : Patrik Gunnarsson, footballeur islandais
- 20 novembre : Connie Talbot, chanteuse britannique
- 21 novembre : Matt O'Riley, footballeur danois
- 24 novembre : Adrian Benedyczak, footballeur polonais
- 25 novembre : Kaja Juvan, joueuse de tennis slovène
- 26 novembre :
  - Jackie Evancho, chanteuse américaine
  - Lamecha Girma, athlète éthiopien
- 27 novembre : Anaïs Brèche, trampoliniste française
- 29 novembre : 
  - Williams Alarcón, footballeur chilien
  - Yann Aurel Bisseck, footballeur allemand

## Décès
- 10 novembre : Jacques Chaban-Delmas.
- 22 novembre : Emil Zátopek.
- 27 novembre : Jacques Sallebert.